# Élie Lescot
Pour les articles homonymes, voir Lescot.
Antoine Louis Léocardie Élie Lescot, né le 9 décembre 1883 à Saint-Louis-du-Nord (Haïti) et mort le 20 octobre 1974 à Laboule (Haïti), est un pharmacien et homme politique haïtien qui est secrétaire d'État dans plusieurs gouvernements puis président de la République du 15 mai 1941 au 11 janvier 1946.  
Lescot est élu président après la fin du mandat de Sténio Vincent (président de 1930 à 1941). Sur la demande des États-Unis, il déclare la guerre à l'Axe, le 8 décembre 1941, soit le lendemain de l'attaque de Pearl Harbor, et autorise un passeport à tout juif le sollicitant. Avec son gouvernement au bord de la faillite et une économie chancelante, Lescot plaide en vain auprès des États-Unis une prolongation des remboursements de la dette. Les relations entre Lescot et le dictateur dominicain, Rafael Trujillo, sont rompues.  
En Haïti, Lescot s'appuie sur un système de chefs de la police rurale, connu sous le nom des chefs de section, en gouvernant par la force et l'intimidation. En 1944, des soldats de rang inférieur participant à une rébellion ont été capturés et sept d'entre eux ont été exécutés sans cour martiale. En 1946, ses tentatives pour museler la presse d'opposition a suscité des manifestations d'étudiants réprimés très violemment entraînant une révolte à travers la capitale de Port-au-Prince. La foule a manifesté devant le Palais national, les travailleurs se mirent en grève et les résidences des autorités ont été saccagées. Un autre inconvénient important de Lescot était le fait que son gouvernement était dominé par l'élite mulâtre qui lui a valu un grand dédain parmi la majorité des militaires noirs.  
Il a essayé de commander la Garde militaire pour briser les manifestations, mais celle-ci a refusé d'exécuter ses ordres. Devant la pression, Lescot démissionne et s'exile avec les membres de son cabinet aux États-Unis. Une junte militaire a pris le pouvoir à sa place et s'est engagée à organiser des élections.

## Jeunesse et carrière
Lescot est né à Saint-Louis-du-Nord dans une famille de classe moyenne. Dès l'âge de vingt ans, il se rend à la capitale, Port-au-Prince, pour étudier la médecine après avoir terminé ses études secondaires à Cap-Haïtien. Il reçoit son diplôme et devient pharmacien. Il s'installe à Port-de-Paix pour travailler dans le secteur export-import.
Après la mort de sa première femme en 1911, Lescot entre en politique. Il est élu député à la Chambre deux ans plus tard. Après un séjour de quatre ans en France pendant l'occupation américaine (1915 à 1934), il revient et occupe des postes dans les administrations Louis Borno et Sténio Vincent. Quatre ans plus tard, il a été nommé ambassadeur en République dominicaine, où il a conclu, au nom de son gouvernement, une alliance avec le président Rafael Trujillo. Par la suite, il a déménagé à Washington DC après avoir été nommé ambassadeur aux États-Unis.

## Ascension politique

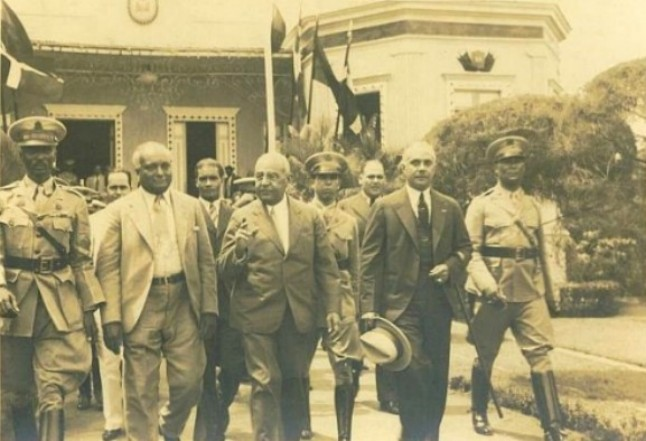
(de gauche à droite), Lescot alors secrétaire d'État, Sténio Vincent et Rafael Trujillo.

Ses liens politiques et économiques étroits avec les États-Unis ont contribué à jeter les bases de son ascension à la tête du pays. Il a reçu le soutien tacite du département d'État pour sa campagne présidentielle afin de succéder à Sténio Vincent en 1941, sous l'étiquette du Parti républicain haïtien (PRH). Des membres éminents de la Chambre des députés se sont opposés à sa candidature, soutenant qu'Haïti avait besoin d'un président progressiste, proche de la gauche socialiste. Profitant de l'aide de Trujillo,  Lescot finance sa campagne grâce au soutien financier des banques. 
Le jour du scrutin, Lescot a remporté 56 des 58 votes exprimés par les législateurs contre son principal adversaire le député Max Hudicourt, qui a affirmé que la marge de victoire était due à l'intimidation et à la corruption.
Lescot a rapidement pris des mesures pour consolider son contrôle sur l'appareil d'État, se nommant chef de la garde militaire et nommant ses propres fils à des postes gouvernementaux importants. Cette action lui a valu un grand dédain pour la grande majorité de la population.  

## Présidence de la République

### Guerre et migration des personnes de confession juive

Affiche de l'Office de l'information de guerre (US Office of War Information). Direction des opérations intérieures. Bureau de presse, 1943.

Après le bombardement de Pearl Harbor, Lescot a déclaré la guerre aux puissances de l'Axe et a promis tout le soutien nécessaire à l'effort de guerre allié. Lescot affirma aux Américains que : 
« Le Gouvernement et le Peuple Haïtien, profondément indignés par la lâche agression japonaise dont ont été victimes des possessions américaines vous demandent de considérer que la république d'Haïti est totalement liée aux États-Unis dans une pareille conjoncture. Si pour des besoins militaires, quelques points ou lieux du territoire haïtien étaient nécessaires aux forces américaines, le Gouvernement Haïtien offre, une fois de plus, au Gouvernement des États-Unis tout son concours et accueillerait avec enthousiasme toute suggestion ou demande qu'il plairait à celui-ci de formuler. »
En Europe occidentale, selon la doctrine du régime nazi, les personnes de confession juive sont arrêtées dans de grandes rafles synchrones et enfermés dans des camps de transit (Drancy, Westerbork, Theresienstadt) dans l'attente de leur déportation vers l'est, tandis qu'en Pologne occupée les ghettos (Varsovie, Lodz, Cracovie, Lublin) sont progressivement vidés de leurs occupants en les déportant par trains entiers vers les camps d'extermination nouvellement construits. Dans les états satellites (Serbie, Grèce, Slovaquie, Croatie, Bulgarie, Roumanie, Hongrie), le Ministère des affaires étrangères par le biais des consuls et ambassadeurs y joue un rôle prépondérant en mettant en place les mesures préparatoires essentielles aux déportations de masse avec l'aide des représentants d'Adolf Eichmann sur place: définitions, expropriations, concentration. 
Devant cela, Lescot et son gouvernement décident d'agir. Déjà en 1830, des personnes de confession juive de Pologne, puis du Liban, de Syrie ou d'Égypte avaient trouvé refuge en Haïti. Dès l'arrivée au pouvoir d'Adolf Hitler en Allemagne, de nombreux intellectuels haïtiens condamnent le nazisme. En 1937, le gouvernement haïtien accepte de nombreux réfugiés politiques avant de publier un décret-loi de naturalisation à la demande du président Sténio Vincent. 
À la suite de cette conférence, Lescot, invoquant les idéaux de la révolution de 1804, accepta d’étudier la possibilité d’accueillir 50 000 personnes de confession juive dans le pays. Ainsi, son gouvernement a offert un refuge aux Européens de confession juive sur le sol haïtien en coopération avec Trujillo.  
Les premiers Européens de confession juive arrivent en Haïti au cours de l’année 1938, sous le gouvernement de Sténio Vincent. Ils peuvent s’y installer en vertu de la loi du 3 mars 1937 sur le séjour des étrangers dans le pays. Au total, 129 personnes de confession juive obtinrent la nationalité haïtienne grâce au décret-loi du 29 mai 1939 et ses amendements. 
La migration de ces personnes de confession juive plus ou moins fortunées était perçue par le gouvernement haïtien comme un moyen d’aider à combler les déficits du Trésor public haïtien. En effet, le préambule du décret-loi du 30 décembre 1941 réitéra que de telles dispositions furent prises dans le but d’«assurer plus efficacement la sécurité publique et d’augmenter les revenus du fisc». Un compte spécial dénommé « Dons des naturalisés » fut créé à cet effet à la Banque centrale (BNRH), et l’unique rapport sur ce compte fut publié le 30 juin 1940. 
Lescot exprima clairement sa position sur la migration des personnes de confession juive dans un communiqué en date du 29 octobre 1940 à son Secrétaire d’État de l’Intérieur. Par un décret-loi en date du 3 juillet 1941, son gouvernement établit qu’un étranger ne pouvait prétendre à la naturalisation qu’après dix ans de résidence. Lescot ordonna que toute demande de naturalisation fût mise en sursis, ce qui fut assuré par un avis de la Secrétairerie d’État de la Justice en date du 30 octobre 1941. Le décret du 4 février 1942 exigea aux étrangers naturalisés Haïtiens, mineurs et majeurs, de rentrer au pays dans les six mois suivant sa publication, sinon ils seraient déchus de leur qualité d’Haïtien, avec effet rétroactif. Le décret du 5 août 1942 vint consolider le précédent en déclarant déchu tout étranger n’ayant pas pu prouver son apport substantiel au développement du pays.
La migration des personnes de confession juive en Haïti a néanmoins été critiquée par les nationalistes noiristes comme Daniel Fignolé et François Duvalier. 

### Échec du programme de culture du caoutchouc

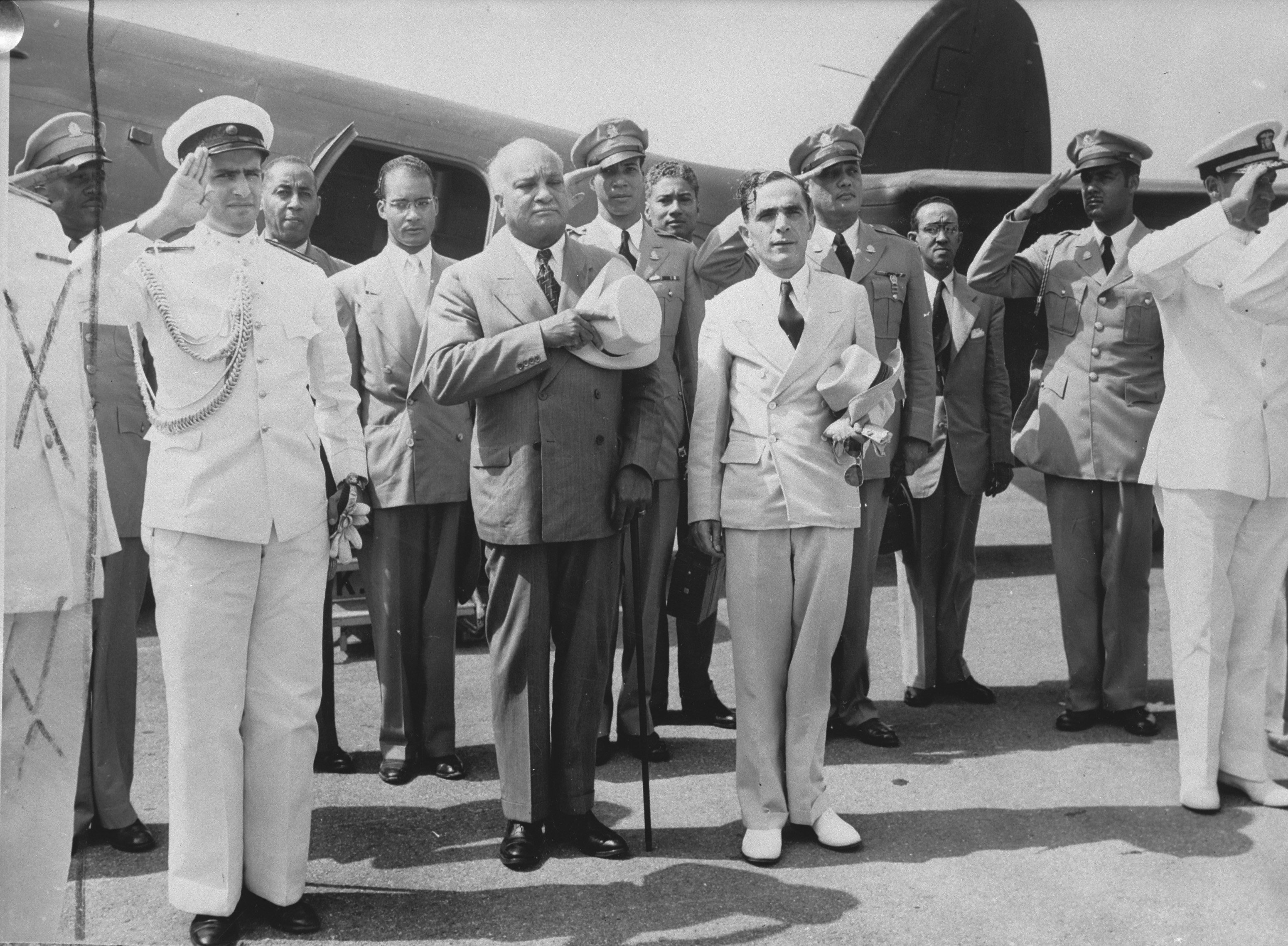
Le président Élie Lescot en 1945 lors d'une visite à Curaçao.

Alors qu'un blocus de l'Axe coupait l'approvisionnement en caoutchouc de l'Est, l'administration de Lescot a lancé un programme ambitieux, en coopération avec les États-Unis, pour accroître la production de caoutchouc en temps de guerre dans la campagne haïtienne. La Banque Export-Import de Washington a accordé 5 millions de dollars en 1941 pour le développement des usines de caoutchouc en Haïti. Le programme s'organise par l'intermédiaire de la Société Haïtiano-Américane de Développement Agricole (SHADA), géré par l'agronome américain Thomas Fennell.
SHADA a commencé la production en 1941 avec la fourniture d'un vaste soutien militaire par contrat avec le gouvernement américain. En 1943, on estimait que 47 177 acres (190,92 km 2 ) avaient été défrichés pour la plantation de vigne cryptostegia, qui était considérée comme produisant de grandes quantités de latex. Le programme a finalement revendiqué plus de 100 000 hectares de terres. Les agriculteurs de la campagne nord d'Haïti ont été attirés par les cultures vivrières pour répondre à la demande croissante de caoutchouc.
Lescot a mené une campagne énergique au nom de la SHADA, faisant valoir que le programme moderniserait l'agriculture haïtienne. Les États-Unis ont également promu le projet avec une solide campagne de relations publiques. Des familles de paysans ont été expulsées de force des terres les plus arables d'Haïti. Après que près d'un million d'arbres fruitiers ont été abattus à Jérémie et des maisons paysannes envahies ou rasées, le ministre haïtien de l'Agriculture, Maurice Dartigue, a écrit à Fennell pour lui demander de respecter "la mentalité et les intérêts légitimes des paysans et citadins haïtiens". Mais les rendements n'ont pas répondu aux attentes et des quantités insuffisantes de caoutchouc ont été produites pour générer des exportations importantes. Les sécheresses ont contribué à de mauvaises récoltes.
Lescot craignait que le licenciement de la SHADA n'alourdisse le fardeau du chômage plus élevé (à son apogée, il employait plus de 90 000 personnes) dans une économie en déclin et nuirait à son image publique. Il a demandé à la Rubber Development Corporation de prolonger progressivement la clôture du programme jusqu'à la fin de la guerre, mais cette demande a été refusée.

### Politique répressive

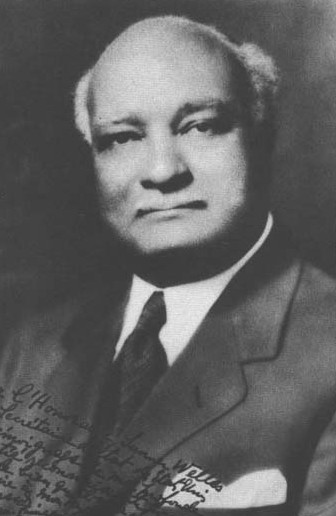
Élie Lescot.

Avec son gouvernement proche de la faillite et aux prises avec une économie en déclin, Lescot a plaidé en vain auprès des États-Unis pour une prolongation du remboursement de la dette. Les relations entre Lescot et Trujillo en République dominicaine se sont rompues. En Haïti, le président a élargi le corps de la garde militaire avec un système de chefs de police ruraux, appelés chefs de section, gouverné par la force et l'intimidation. En 1944, des soldats de bas rang complotant organisèrent une rébellion avant d'être capturés puis exécutés.
En 1946, les tentatives du président pour museler la presse de l'opposition ont déclenché de violentes manifestations d'étudiants; une révolte a éclaté à Port-au-Prince. Les noiristes, les marxistes et les dirigeants populistes unissent leurs forces dans l'opposition. Les travailleurs ont déclenché une grève et les domiciles des autorités ont été saccagés.

## Démission et fin de vie
Lescot a tenté d'ordonner à la garde militaire d'interrompre les manifestations, mais elle a été repoussée. Convaincus que leur vie était en danger, Lescot et son cabinet s'enfuirent en exil. Une junte militaire dirigée par Franck Lavaud prend le pouvoir et ont pris la décision d'organiser des élections. Immédiatement après l'exil de Lescot, une radio et une presse écrite indépendantes ont prospéré et des groupes dissidents longtemps réprimés ont exprimé leur optimisme quant à l'avenir d'Haïti. Léon Dumarsais Estimé a finalement succédé à Lescot à la tête de la République. 
Lescot revient en Haïti dans le courant des années 1950. Retiré sur ses terres, il est l'un des rares anciens présidents à ne pas prendre la route de l'exil après l'avènement du régime duvaliériste. Il meurt le 20 octobre 1974 à l'âge de 90 ans.